# Beginenhaus Bietigheim

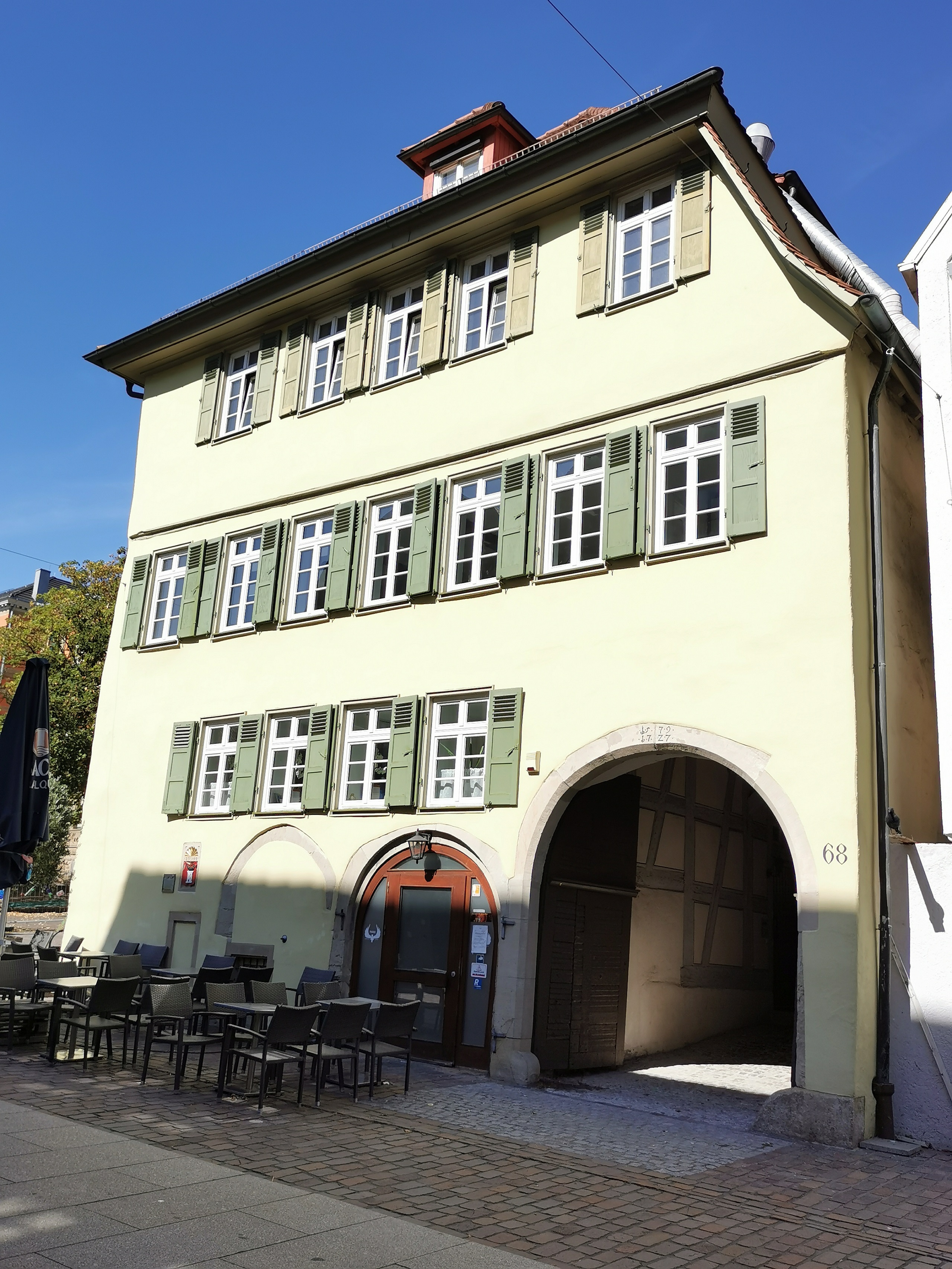
Beginenhaus Bietigheim

Das Beginenhaus ist ein Wohnhaus in Bietigheim aus dem 18. Jahrhundert.

## Lage
Das Haus steht am westlichen Rand der mittelalterlichen Altstadt von Bietigheim, direkt an der Stadtmauer neben dem Oberen Tor. Die jetzige Adresse ist Hauptstraße 68. Die Stadt Bietigheim-Bissingen gehört zum Landkreis Ludwigsburg in Baden-Württemberg. 

## Gebäude
Das Beginenhaus ist ein zweigeschossiges verputztes Wohnhaus in Ecklage. Das Erdgeschoss und die westliche Traufwand im ersten Obergeschoss (= Stadtmauer) sind massiv gebaut. Auf der westlichen Seite wurde auf die Stadtmauer das erste Obergeschoss aufgestockt, darüber ein Vollwalm mit Mansarddach und vorkragender Traufe.
Die Tordurchfahrt und der Kellereingang sind rundbögig.  
Ein Wappenstein trägt die Jahreszahl 1541, über dem Torbogen sind 1579 und 1727 eingeritzt.
Die Stadtmauer aus dem 14./15. Jahrhundert als westliche Hauswand ist eingetragenes Kulturdenkmal.

## Geschichte

### Beginen
Von 1473 ist die erste Erwähnung des Hauses der Begynen am Oberen Tor erhalten. Um 1520 wurde ihnen ein neues Haus unmittelbar daneben von der Stadt erbaut, mit großem Keller und Kornschütte.
Die Schwestern widmeten sich vor allem der Krankenpflege. Sie hatten sich zu dieser Zeit möglicherweise als Terziarinnen dem Franziskanerorden angeschlossen (?), da ihre Kleidung als grau beschrieben wurde.
Nach Einführung der Reformation in Württemberg 1534 erhielten die verbliebenen Schwestern dort lebenslanges Wohnrecht. 1557 starb die letzte von ihnen, Anna. In ihrer Inventarliste waren unter anderem drei Webstühle aufgeführt, die auf eine Textilherstellung hinweisen. (Von wie vielen Frauen diese vorher genutzt wurden, ist nicht bekannt.)

### Weitere Nutzung
Ab 1579 wurde das Gebäude als Wohnhaus genutzt, zuerst vom Stadtschreiber, später von Stadtbürgern mit ihren Familien. 
Beim großen Stadtbrand wurde es weitgehend zerstört und bis 1727 neu aufgebaut. 1787 wurde ein oberes Stockwerk aufgesetzt.
Von 1983 bis 1985 wurde das Haus umfassend restauriert. 2006 erhielt es einen Neuanstrich.